# Décès en 1276
Décès
- 1272
- 1273
- 1274
- 1275
- 1276
- 1277
- 1278
- 1279
- 1280

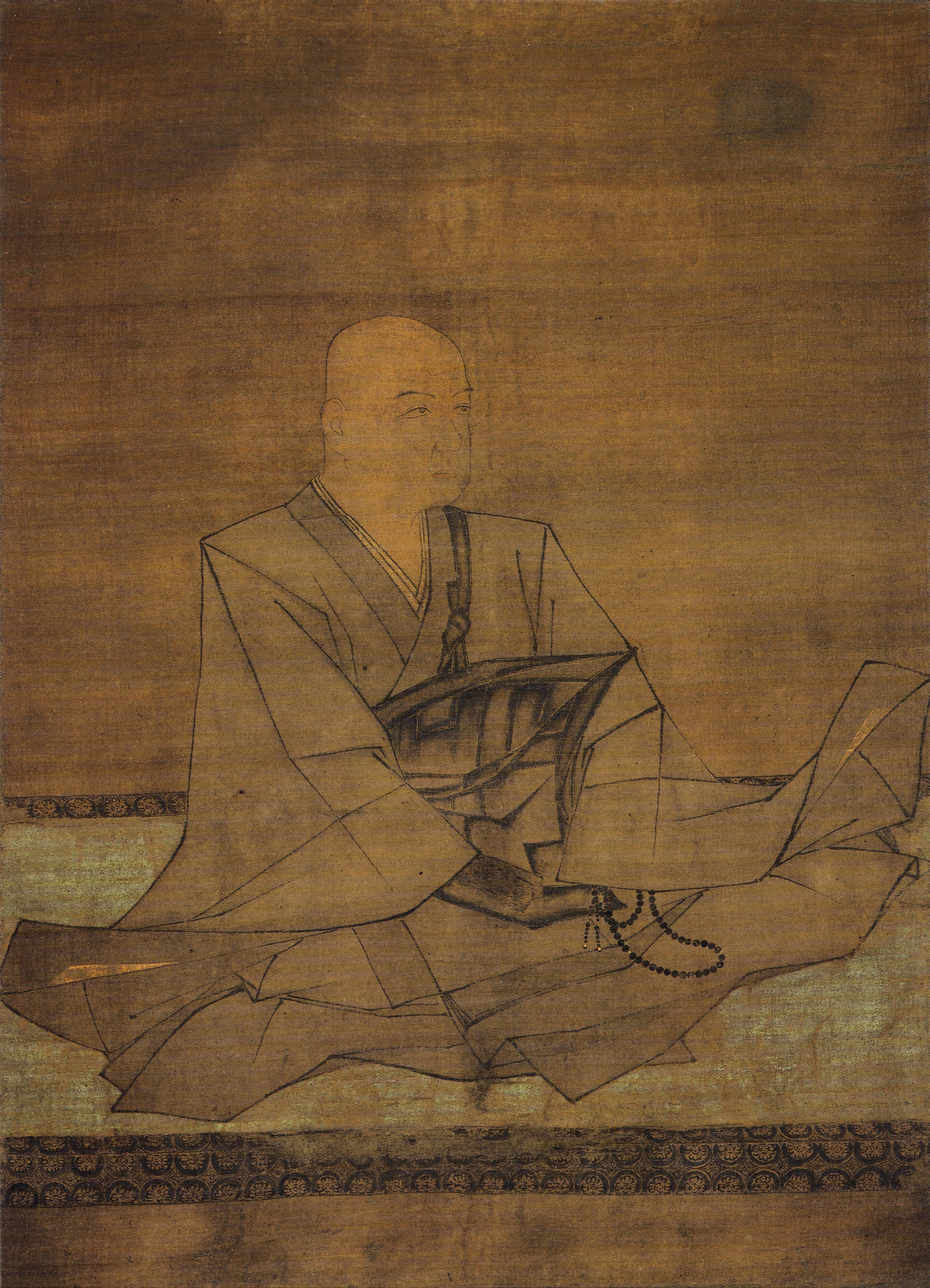
Kanezawa Sanetoki, mort en 1276.

Cette page dresse une liste de personnalités mortes au cours de l'année 1276 :
- 10 janvier : Grégoire X, 184e pape.
- 22 janvier : Amédée de Genève, évêque de Die.
- 24 janvier : Valéran II de Nassau, co-comte de Nassau, comte de Nassau-Wiesbaden, de Nassau-Weilbourg et de Nassau-Idstein.
- 2 février : Jacques Ier d'Aragon, roi d'Aragon, comte de Ribagorce, comte de Barcelone, de Gérone, d'Osona, de Besalú, de Pallars Jussà, seigneur de Montpellier, baron d'Aumelas, comte d'Urgell, roi de Majorque, roi de Valence, comte de Roussillon et de Cerdagne.
- 6 mars : Smbat le Connétable, noble arménien de la maison héthoumide, frère aîné du roi Héthoum Ier d'Arménie.
- avant mai : Louis de France, prince français.
- 22 juin : Innocent V, né Pierre de Tarentaise, pape.
- 12 juillet : Grégoire de Naples, chanoine de Bayeux, doyen de Bayeux puis évêque de Bayeux.
- 13 juillet : Uberto di Cocconato, cardinal italien.
- 27 juillet : Jacques Ier le Conquérant, roi d'Aragon, de Majorque et de Valence.
- 18 août : Adrien V, pape durant 39 jours.
- 4 octobre : Riccardo Annibaldi, cardinal-diacre de S. Angelo in Pescheria.
- 30 novembre : Kanezawa Sanetoki, membre de la famille Kanezawa, branche du clan Hōjō, est le fondateur du Kanazawa Bunko (bibliothèque Kanazawa).

- Gilles de Châteaurenaud, évêque de Nevers.
- Gérard de Borgo San Donnino, moine italien de l'ordre franciscain.
- Henri de Poitiers-Antioche, noble latin d'Orient.
- Gilles de Trazegnies dit le Brun, conseiller et connétable du roi Saint Louis.
- Coppo di Marcovaldo,  peintre italien.
- Jacques d'Ibelin, comte de Jaffa et d'Ascalon.
- Mubarak Shah,  prince djaghataïde qui a régné sur le khanat de Djaghataï.7
- Vassili Ier de Vladimir, grand-prince de Vladimir.
- Guillaume Vicedomino de Vicedominis, cardinal italien.

## Crédit d'auteurs
- Cet article est partiellement ou en totalité issu de l'article intitulé « 1276 » (voir la liste des auteurs).